# El kalaa
El kalaa (àrab: القلعة, Al-qalʿa, ‘La ciutadella’), estrenada en francès com La Citadelle, és una pel·lícula algeriana del 1988 escrita i dirigida per Mohamed Chouikh. Una tragi-comèdia ambientada en el rerefons de la desigualtat sexual, recorre les aventures amoroses del jove Kaddour, el matrimoni concertat del qual pretén ser una lliçó que li van ensenyar els seus grans. Protagonitzada per Djilali Ain-Tedeles, va guanyar el premi a la millor fotografia (Allel Yahiaoui) a l'11è Fespaco celebrat a Ouagadougou el 1989.

## Argument
En un poble del sud de l'Oranesat, Sidi, un venedor de teixits i roba, és polígam. El seu fill adoptiu, Kaddour, un somiador ingenu, s'enamora bojament de la dona del sabater. Per tal de concedir-se els favors de la bellesa, realitza un ritual recomanat per un marabout. Els vilatans, molestos per les accions i els gestos de Kaddour, obliguen a Sidi a casar-lo tan aviat com sigui possible, però la cerimònia és en realitat una farsa...

## Repartiment
- Djillali Aïn-Tedeles: Sidi
- Khaled Barkat: Kaddour
- Fatima Belhadj: Nedjma
- Aïssa Momo: Aïssa
- Fettouma Ousliha: Helima
- Hamid Habati: el poeta
- Mohamed Bouamari
- Boumedienne Sirat
- Nawal Zaatar

## Crítiques
En relació amb la pel·lícula de Mohamed Chouikh, Denise Brahimi parla sobre el confinament i el teatre de la crueltat. Per molt fortes que siguin, diu, les imatges del confinament fugen del pintoresc perquè molt sovint resulten simbòliques. Cita, en concret, una escena especialment dura: «Una jove, esgotada i desesperada, colpejant el cap contra la roca d'una mena de cova reconvertida en hàbitat. Aquest mur és un dels murs de l'harem on el senyor, Sidi, tanca els seus fills i les seves dones.»
Si la pel·lícula de Mohamed Chouikh és necessàriament feminista i, per tant, condemna el patriarcat i la poligàmia, supervivències d'una tradició obsoleta, també és el reflex d'una situació històricament bloquejada: «El que creiem que entenem, davant la ràbia i la desesperació que s'apodera de l'heroïna femenina, es corresponen amb el sentiment dominant a la majoria de la població algeriana en aquell moment de la seva història.»
En aquest sentit, la pel·lícula reprodueix la situació del país: «Això explica l'impacte d'una pel·lícula que utilitza admirablement la versatilitat de les imatges per a múltiples denúncies».